# 全景云台

全景云台将相机成像部件放置于转动轴上，确保视角不变。

全景云台是云台的一种，常为机械或机电一体化设备，通过水平或竖直转动相机拍摄若干张照片进行拼接以获得全景图片。

## 用途
主要用于360°三维全景图像和巨幅矩阵拼片的前期拍摄中，应用场合可以是房地产展示，汽车内部全景展示，巨幅风光等需要拼接才能获得超高像素的场合，另外也可以进行普通照片的高端拍摄应用中。拍摄全景需要的硬件是：单反相机、全景云台、三脚架。

## 和普通云台的区别
全景云台可以通过精确的角度定位，方便用户在拍摄过程中利用两张或数张照片准确的重合率，给后期拼接图片软件引入精准的素材。全景云台的素材采集，是制作全景或矩阵图像最重要的环节之一。

## 全景云台的分类
全景云台按工作方式，当前可以分为纯机械云台和机电一体化的电动自动全景云台。自动化全景云台不仅省力省心，而且在多层360全景中可以利用普通镜头（例如50mm标头）即可拍到高像素的360度全景照片，在大画幅矩阵拼片中更具有压倒性的优势。（毕竟数百张矩阵的拼片，靠人工操作机械云台来进行，是有些吃力的）。从长远看，自动云台是以后发展的方向，特别是在特殊场合，小空间内的拍摄，自动全景云台要方便太多。例如汽车内部全景照的拍摄。
机械云台以意大利曼富图303SPH为代表，中国产的机械云台也有性价比较高的产品，电动自动全景云台以美国Gigapan，中国产野猫S1云台为代表。

## 工作过程
以360度全景，机械云台，相机使用鱼眼镜头拍摄为例，首先鱼眼镜头水平放置，确定拍摄节点，确保相机成像部件在转动过程中始终处于圆心位置。由于鱼眼镜头视角接近或等于180度，理论上只需拍摄3张，即水平转动120度一张即可得到覆盖水平1圈的照片，但实际上一般拍摄4张、6张或更多来达到更好的拼接效果。水平1圈拍摄完成后，还需镜头往上和往下90度各拍1张进行补天补地。以获取一个球状360度的照片覆盖序列，将该序列图片导入到PTGUI之类的拼接软件中即可得到360度全景照片输出。新版PhotoShop也能进行全景拼接。
自动云台操作就简单得多了，除了确定拍摄节点需要用户手工定位，其它的只需用户指定水平张数和把镜头设置到水平位置即可，剩下的都由自动全景云台按程序自行拍摄完成。